# Pierre Dupont (minister)
Pierre Louis Dupont (Brugge, 22 september 1795 - Sint-Joost-ten-Node, 16 mei 1878), was een Belgisch militair en minister van Oorlog.

## Levensloop
Pierre Dupont was de zoon van Pierre Dupont en Jeanne Verkercke. Hij studeerde aan het lyceum in Brugge, aan de militaire school in La Flèche (1810) en aan de École Spéciale Militaire de Saint-Cyr (1813). Hij werd luitenant in het Frans keizerlijk leger en nam deel aan de campagnes van 1814 en 1815. In Waterloo werd hij zwaar verwond.
Na 1815 trad hij toe tot het leger van het Verenigd Koninkrijk der Nederlanden, waar hij geen promotie in maakte en in 1830 nog altijd luitenant was. Hij trouwde in 1826 met Félicité Clément de Saint-Marcq (1799-1881). 
Tijdens de Belgische Revolutie trad hij toe tot het Belgisch leger. Hij werd in december 1830 bevorderd tot majoor en nam deel aan de Tiendaagse Veldtocht. Hij commandeerde de artillerie langs de Schelde en werd stafchef voor de artillerie van het Belgisch leger. Tijdens het Beleg van Antwerpen in 1832 was hij bevelhebber van de artillerie op het noordelijk deel van de Schelde. Hij werd daarop bevorderd tot luitenant-kolonel.
Hij was minister van oorlog in de regering van Jean-Baptiste Nothomb (van 16 april 1843 tot 19 juni 1845) en in de regering van Sylvain Van de Weyer (van 30 juli 1845 tot 27 februari 1846).
In 1846 werd hij bevorderd tot generaal-majoor en tot vleugeladjudant van de koning. Hij werd commandant van de Eerste artilleriebrigade. In 1853 trad hij toe tot de reserve en werd bevorderd tot luitenant-generaal. In 1854 werd hij commandant van de Tweede territoriale divisie en van 1859 tot 1863 was hij algemeen inspecteur van de artillerie.
Hij nam deel aan een aantal studie- en onderzoekscommissies:
- lid van de onderzoekscommissie betreffende de algemene verdediging van het land (1847),
- lid van de commissie omtrent de verdediging van de militaire bolwerken (1849),
- lid van de commissie voor het grondig onderzoek van de militaire bolwerken (1853),
- voorzitter van de bijzondere studiecommissie aangaande de verdediging van de Schelde en van het militaire bolwerk in Antwerpen (1858),
- lid van de commissie voor het onderzoek van de verdediging van het land (1859),
- voorzitter van de vaste adviescommissie voor de artillerie (1859).